# Comté de Baringo
Cet article concerne un comté du Kenya. Pour le village du Cameroun, voir Baringo.
Le comté de Baringo est un comté du Kenya. Il est situé dans la Vallée du Rift. Son chef-lieu est Kabarnet.
Le comté compte 666 763 habitants en 2019.